# Nilakanta Sri Ram
Pour les articles homonymes, voir RAM.
Compléments
franc-maçonnerie
Nilakanta Sri Ram (N. Sri Ram) (15 décembre 1889 - 8 avril 1973) fut un écrivain, conférencier et théosophe indien.
Il est né à Thanjavur et mort à Adyar, quartier sud de Chennai.
Il fut président de la Société théosophique internationale de 1953 à 1973.
Il était franc-maçon et membre de l'Ordre maçonnique « Le Droit Humain ».

## Biographie
Il fut l'assistant dévoué d'Annie Besant et l'aida à éditer « New India », un journal quotidien engagé pour la libération de l'Inde. Il a enseigné au Besant Theosophical College (en) (un collège de la ville indienne de Madanapalle), à l'école nationale de Bangalore et à l'Université Nationale d'Inde à Chennai.
Il endossa plusieurs responsabilités au sein de la Société Théosophique mondiale basée à Adyar : Secrétaire particulier de Annie Besant (1929–33), Trésorier (1937–39), Secrétaire de séance (1939–41), Vice-Président (1942–46), Président (1953–73).
Il écrivit de nombreux articles et donna des conférences à travers le monde.

### Ouvrages traduits en français
- Le sentier de vie, Paris, éditions Adyar, 2003,  (ISBN 2-85000-234-8)
- Pensées à l'usage des aspirants, Paris, éditions Adyar, 2001, (ISBN 2-85000-219-4)
- L'Homme, ses origines et son évolution, Paris, éditions Adyar, 2005 (ISBN 2-85000-116-3)

### Ouvrages en anglais
- A Theosophist Looks at the World, Adyar, Chennai, India: Theosophical Publishing House, 1950.
- An Approach to Reality and Man. Adyar, Chennai, India: Theosophical Publishing House, 1951.
- Man, His Origins and Evolution, Adyar, Chennai, India: Theosophical Publishing House, 1952.
- Thoughts for Aspirants, Adyar, Chennai, India: Theosophical Publishing House, 1957.
- On the Watch Tower, Selected Editorial Notes from "The Theosophist, 1953-1966". Adyar, Chennai, India: Theosophical Publishing House, 1966. A compilation of his articles.
- The Human Interest and Other Addresses and Short Essays. Adyar, Chennai, India: Theosophical Publishing House, 1968, and previous edition published around 1951.
- Life's Deeper Aspect. Adyar, Chennai, India: Theosophical Publishing House, 1968.
- Seeking Wisdom. Adyar, Chennai, India: Theosophical Pub. House, 1969.
- The Nature of Our Seeking, 1973.
- The Way of Wisdom, Adyar, Chennai, India: Theosophical Publishing House, 1989.

### Articles traduits en français
- Sur le site de la Revue 3e Millénaire